# Angulaticeras
Angulaticeras – rodzaj głowonogów z podgromady amonitów.
Żył w okresie jury (synemur).